# Казахо-джунгарська війна
Казахо-джунгарська війна — серія воєнних конфліктів між Казахським та Джунгарським ханствами, що тривали з 1643-1770 року. Розпочаті за ініціативи джунгар, котрі збиралися розширити свої володіння для кочів'я.
Вирішальний вплив на результат зіграла територіальна експансія імперії Цін на захід.
Також, вона є основною причиною інтеграції Казахського ханства до складу Російської імперії та міжнаціональних відносин калмиків.

## Перший етап
У 1643 році на теренах сучасного Казахстану відбулася Орлукська битва, під час якої 20 000 казахських воїнів, за допомогою авангарду в 600 озброєних вогнепальною зброєю бійців, розбили 50 000не джунгарське військо.

## Другий етап
У 1680 джунгарський хунтайші Галдан-Бошогту розбив казахського правителя Тауке-хана, захопивши в полон його сина.
Лише за 1683-1684 роки джунгари захопили і розграбували Сайрам, Тараз, Шимкент і навість узбецький Ташкент.
У 1683 року джунгарська армія під командуванням племінника Галдан-Бошокту Цеван-Равдана дійшла до Чачі (Ташкенту) і Сирдар'я, розбивши дві казахські армії. Проте, у 1690 році розпочалася війна між Джунгарским ханством і Манчжурською імперією Цін, що змусило хунтайшу відмовитися від завоювання Казахського ханства.
У 1710-11 роках джунгари знову увірвалися до Казахстану. На той час, через родо-племінну ворожнечу, Казахське ханство було не здатне захистити себе від настільки могутнього супротивника. Джунгари скористалися цим та завоювали частину Семиріччя (каз. Жетису).
У відповідь на це беї та народні батири зібрали всеказахський курултай 1711 року, де було постановлене створення народного ополчення з батиром Богебаєм.
Того-ж року військові сили трьох жузів дали відсіч ворогу і ворогу довелося відступили на схід. У 1712 казахські загони увійшли до Джунгарського ханства. Джунгарський хунтайши організував похід у відповідь. Але скориставшись розбіжністю планів та характерів володарів трьох жузів (тільки в Середньому Жузі було три хана: Болат, Семене, Абулмамбет), у 1714 році джунгари відновили натиск на Казахстан.
У 1718 казахське військо було розбите біля річки Аягоз.
Східний сусід Джунгарського ханства, імперія Цін, дочекалася смерті свого імператора Кансі, котрий довгий час воював проти західних монголів. Після його смерті на джунгаро-китайському кордоні набрало сили тимчасове затишшя.
Після цього, масштаби джунгарського вторгнення набрали загрозливих обертів і у казахській історіографії отримали назву «Роки великої біди». Джунгари несли з собою страждання, голод, знищення матеріальних цінностей, рабство: Тисячі чоловіків, жінок та дітей було взято в полон. Хани були не здатні захистити підконтрольні їм роди. Казахи Середнього жузу тікали до середньоазійських ханств, Молодшого — до кордону з Тобольською губернією, Старшого — закріплювали позиції на півдні.
Не дивлячись на джунгаро-китайську війну, Церван-Рабдан продовжив наступ у бік казахського степу.

## Третій етап
Після нападів 1723-1727 років казахи втратили 1000 000 людей вбитими, 200 000 потрапили до полону. Південні території та степи було окуповано. Хан молодшого жузу, Абулхаїр, попросив у Російської імперії підданства та отримав його.
У 1726 році в місцевості Ордабаси відбувся Курултай казахських племен і родів. Було прийнято рішення цілісного казахського ополчення. Командування було доручено хану Молодшого жуза Абількаїру. Він вирішив дати джунгарам генеральний бій і розгромити їх. Битва відбулася в 1728 році на березі Буланти в місцевості Кара сийир. Казахське ополчення заманило ворога глибше в степи, потім, різко повернувши назад, перейшло в контратаку, завдаючи їм ударів з обох флангів. Загарбникам було завдано нищівного удару: Більшість джунгар загинули, багато потрапило до полону, лише одиниці врятувалися втечею. Це стало вирішальним фактором у збереженні територіальної цілісності Казахського ханства. Джунгарське ханство було змушене перейти до оборони західних кордонів.
Більше того, у 1727 році помер джунгарський хан Цеван-Равдан. Між предендентами на трон, головними з яких було сини Цеван-Равдана (Цеван-Равдан Лаузан-Шоно) і Галдан-Церен, йшла боротьба за трон. Після перемоги над братом, Галдан-Церен став лідером ханства у боротьбі з китайцями, війна з якими велася з 1729 по 1739 роки. Тим часом, казахи перевели подих (Розбивши у 1728 джунгар під час Булантської битви.).
З грудня 1729 на січень 1730 біля озера Алаколь відбулася Анракайська битва, де 20-25 000 казахських войнів на чолі з ханом Молодшого жузк, Абулхаїром, знищили ворога. Вона стала закінченням воєнної інтервенції Джунгарського ханства.
Після Анкракайської битви між казахськими султанами розпочалися конфлікти за владу: султан Абулмамбет відійшов до резиденції казахських ханів — Туркестану, а Абулхаїр спішно відступив на територію Молодшого жузу. Можливо, що основною причиною розколу між казахськими ханами стала боротьба за верховну владу. На місце померлого старшого хана всіх жузів — Боліти, сина Тауке, на Середній жуз претендував хан сім'ї, від Молодшого — Абулхаїр. Вибір більшості випав на султана Абулмамбета. Семекі та Абулхаїр були обурені та вийшли з війни, чим завдали суттєвого удару спільній справі звільнення казахських земель.

## Четвертій етап
Після підписання мирного договору з Імперією Цінь, Джунгари розпочали активну підготовку до вторгнення в Казахстан на 1730-ті роки.
Весною 1735 р. Батир Букенбай повідомив царській владі, що казахські втікачі з ойратського полону розповідають, «Ніби китайський богдихан мертвий, а зенгорські калмики з китайцями заключили мир, та хоче володар Зенгорського Галдана — Церега на кайсаках Середньої Орди послати військо».
Проте, хани та султани Середнього жузу скликали війська для боротьби вже після джунгарського вторгнення, яке сталося у восени 1739. На Казахське ханство пішло близько 30 000 войнів.
Більше того, тривали усобиці в Молодшому Жузі: частина феодалів на чолі з султаном Батиром ворогували з ханом Абулхаїром. В 1737 р. помер хан Середнього жузу Семек і на його місце був поставлений нерішучий і неавторитетний у казахському степі Абулмамбет.
Через чвари казахські феодали не вжили заходів обережності і не організували належного захисту своїх кордонів. Взимку 1739 — 1740 рр. ойратська армія завдала удару з півдня (верхів'ях Сирдар'я) та з півночі (від Іртиша), завдавши значної шкоди кочів'ям Середнього жузу.
Восени 1740 джунгари знову напали на Західного сусіда, проте, на цей раз, зустріли організований супротив, яким керував Абулмамбет.
Наступна атака прийшлася на 1741 рік. Джунгарська орда числом в 30 000 войнів дійшла до Тоболу та Ішиму. Казахський султан та батир Абилай був захоплений до полону. Ба більше, після не тривалих сутичок зазнав поразки нечисленний загін султана Барака. Султан Дургун, батири Акимшин та Коптуган були захоплені в полон і відправлені на заслання до Джунгарії.
Це привело до того, що влітку 1741 в ставці хана Середнього жузу відбувалася нарада. Вирішувалося питання: Продовжувати боротьбу чи іти з джунгарами на мир? Більшість обрали останнє. Перемовини пройшли успішно. Можливо, на це вплинули феодальні міжусобиці в Джунгарському ханстві.
Паралельно з цим, імперія Цін підібрала момент для вторгнення та напала на Джунгарію. Китайсько-маньчжурські війська швидко ліквідували джунгарську державу та змусили ойратів перейти до втечі, на захід. По дорозі вони активно атакували казахські аули. Бездіяльність влади привела до дії найкращих батирів: Богембай, Кабанбай, Малайсари, Жанібкек, Баян, Ісет, Байгозі, Жатай, Уразімбет, Турсінбай, Раїмбек та, особливо, Аблай.
Врешті-решт, практично всі джунгари були вирізані китайцями.

## Значні зіткнення
- 1643: Орлукська битва

- 1680: Атака Галдан-Богошту на Тауке-хана

- 1683: Джунгарська облога Сайраму

- 1683/1684: Джунгарська облога Таразу

- 1683/1684: Джунгарська облога Ташкениу

- 1684: Джунгарська облога Шимкенту

- 1711: Джунгарська окупація Жетису

- 1723—1727: «Роки великої біди»

- 1726: Булантійська битва

- 1729: Анкракайська битва

- 1739—1740: Зимова джунгарська навала

- 1741: Невдала боротьба казахських батирів з джунгарами

## Політичне значення
Два жузи, Середній та Молодший, повністю увійшли до складу Російської імперії.
Китайсько-маньчжурські війська повністю вирізали джунгар (ойратів.) на території Сіньцзяну. Ті, що втекли, сьогодні є частиною калмиків.

## У літературі
Епос «Богенбай Батир», про казахського полководця та національного героя — Кинжебали Богенбай-батира.

## У кіно
Військо Мин Бала (2012)